# Верхопольская волость
Верхопо́льская во́лость — административно-территориальная единица в составе Карачевского уезда Орловской (с 1920 — Брянской) губернии. 
 Административный центр — село Верхополье.
Волость была образована в ходе реформы 1861 года и располагалась в западной части уезда, вдоль границы с Брянским уездом. Значительную часть территории волости занимали леса.
В апреле 1924 года волость была расформирована, а её территория вошла в состав новообразованной Карачевской волости.

## Административное деление
По состоянию на 1887 год, в Верхопольскую волость входили следующие населённые пункты: Круча, Бабинка, Философский Завод, выселки из д. Бойковой, Непряхина, Карловка, Мылинка, Фроловка, х. Велемьянский, Малые Луки, Осиновские дворы (дальние), Осиновские дворы (ближние), Никульцевы дворы, Городец, Голубец, Приютово, Осиновка, Царево-Займище, Верхополье, Вороненкова, Сергеевка, Липовка, Плехановка, Сорочьи Лозы, Гощь.
По состоянию на 1920 год, в Верхопольскую волость входили следующие сельсоветы: Бабинский, Велеменский, Вороненский, Гощевский, Липовский, Малолукский, Мылинский, Ольховский, Осиново-Дворский, Осиновский, Осиновский выселковый, Приютовский, Сергеевский, Философ-Заводский, Фроловский, Царевозаймищенский.